# Josephat Machuka
Josephat Makworo Machuka (12 dicembre 1973) è un ex mezzofondista keniota.

## Biografia
Nel 1992 e nel 1993 ha vinto due medaglie di bronzo consecutive ai Mondiali di corsa campestre, nella gara juniores, conquistando anche due medaglie d'oro a squadre; nel 1992 ha partecipato anche ai Mondiali juniores, nei quali ha corso i 10000 m piani, ritirandosi a gara in corso.
Nello stesso anno ha partecipato ai Campionati africani, vincendo la medaglia d'oro nei 10000 m piani con un tempo di 27'59"70 e la medaglia di bronzo nei 5000 m piani, corsi in 13'28"85. Ha partecipato anche ai Campionati africani del 1993, nei quali ha conquistato un quarto posto nei 10000 m con il tempo di 28'00"72.
Nel 1995 ha ottenuto un quinto posto ai Mondiali nei 10000 m ed ha vinto la medaglia d'oro sia nei 10000 m che nei 5000 m ai Giochi panafricani.
Nel 1996 si è invece piazzato in decima posizione ai Mondiali di corsa campestre, vincendo inoltre la medaglia d'oro a squadre. Sempre nel 1996, si è inoltre anche piazzato in quinta posizione nella finale dei 1000 m ai Giochi olimpici di Atlanta, con un tempo di 27'35"08.

## Palmarès
| Anno | Manifestazione      | Sede             | Evento         | Risultato | Prestazione | Note |
| ---- | ------------------- | ---------------- | -------------- | --------- | ----------- | ---- |
| 1992 | Mondiali di cross   | Boston           | Corsa juniores | Bronzo    | 23'37"      |      |
| 1992 | Mondiali di cross   | Boston           | A squadre      | Oro       | 18 p.       |      |
| 1992 | Campionati africani | Belle Vue Maurel | 5000 m piani   | Bronzo    | 13'28"85    |      |
| 1992 | Campionati africani | Belle Vue Maurel | 10000 m piani  | Oro       | 27'59"70    |      |
| 1992 | Mondiali juniores   | Seul             | 10000 m piani  | dnf       | dnf         |      |
| 1993 | Mondiali di cross   | Amorebieta       | Corsa juniores | Bronzo    | 20'23"      |      |
| 1993 | Mondiali di cross   | Amorebieta       | A squadre      | Oro       | 10 p.       |      |
| 1993 | Campionati africani | Durban           | 10000 m piani  | 4º        | 28'00"72    |      |
| 1995 | Mondiali            | Göteborg         | 10000 m piani  | 5º        | 27'23"72    |      |
| 1995 | Giochi panafricani  | Harare           | 5000 m piani   | Oro       | 13'31"11    |      |
| 1995 | Giochi panafricani  | Harare           | 10000 m piani  | Oro       | 28'03"06    |      |
| 1996 | Mondiali di cross   | Stellenbosch     | Corsa seniores | 10º       | 34'37"      |      |
| 1996 | Mondiali di cross   | Stellenbosch     | A squadre      | Oro       | 33 p.       |      |
| 1996 | Giochi olimpici     | Atlanta          | 10000 m piani  | 5º        | 27'35"08    |      |

## Campionati nazionali
1992
- Argento ai campionati nazionali kenioti, 10000 m piani - 28'24"0
- 4º ai campionati nazionali kenioti, 5000 m piani - 13'40"4

1995
- Oro ai campionati nazionali kenioti, 10000 m piani - 27'53"0

1996
- Bronzo ai campionati nazionali kenioti di corsa campestre

## Altre competizioni internazionali
1991
- 13º alla St Patrick's Road Race ( Copenaghen) - 29'17"

1993
- Oro alla Mezza maratona di Istanbul ( Istanbul) - 1h02'54"
- Oro alla Dam tot Dam ( Zaandam), 10 miglia - 45'22"
- Oro alla Glendale Strawberry Classic ( Plant City) - 28'26"
- Oro al Reebok Grand Prix ( Kirkintilloch), 5 km - 13'35"
- Oro al Bath Grand Prix ( Bath), 5 km - 13'57"

1994
- 8º alla Mezza maratona di Breda ( Breda) - 1h03'52"
- Bronzo alla Cherry Blossom Ten Miles ( Washington) - 46'07"
- Bronzo alla Crescent City Classic ( New Orleans) - 27'54"
- Oro allo Shamrock Sportsfest ( Virginia Beach), 8 km - 22'09"
- Oro alla Carlsbad 5000 ( Carlsbad), 5 km - 13'21"

1995
- Argento alla Cherry Blossom Ten Miles ( Washington) - 46'04"
- Oro alla Zevenheuvelenloop ( Nimega), 15 km - 42'23"
- Oro alla Boulder 10 km ( Boulder) - 27'52"
- 4º alla Carlsbad 5000 ( Carlsbad), 5 km - 13'47"
- Argento al Cross Internacional de la Constitucion ( Alcobendas) - 29'54"

1996
- Oro alla Dam tot Dam ( Zaandam), 10 miglia - 45'19"
- Oro alla Zevenheuvelenloop ( Nimega), 15 km - 43'06"
- 4º al Memorial Peppe Greco ( Scicli) - 28'49"
- Oro al Cross Zornotza ( Amorebieta-Etxano) - 31'57"

1997
- Argento alla Zevenheuvelenloop ( Nimega), 15 km - 42'23"
- Bronzo alla Boulder 10 km ( Boulder) - 29'33"

1998
- Argento alla Dam tot Dam ( Zaandam), 10 miglia - 45'42"
- 4º alla Belgrade Race Through History ( Belgrado), 6 km - 17'18"
- 5º all'Amendoeiras em Flor ( Albufeira) - 30'04"

1999
- 15º alla Zevenheuvelenloop ( Nimega), 15 km - 45'31"
- 14º alla Crescent City Classic ( New Orleans) - 30'01"
- 6º alla Carlsbad 5000 ( Carlsbad), 5 km - 13'43"

2000
- 16º alla Peachtree Road Race ( Atlanta) - 29'28"